# Prepona adunca
Prepona adunca är en fjärilsart som beskrevs av Le Moult 1932. Prepona adunca ingår i släktet Prepona och familjen praktfjärilar. Inga underarter finns listade i Catalogue of Life.